# جهان دوم

کشورهایی که از دهه ۱۹۵۰ تا دهه ۱۹۸۰ توسط برخی محافل، جهان دوم نامیده می‌شدند.

سه بخش جهان در دوران جنگ سرد: آبی: جهان اول، قرمز: جهان دوم، سبز: جهان سوم.

جهان دوم اصطلاحی بود که تا اواخر دوران جنگ سرد برای توصیف کشور‌های کمونیستی استفاده می‌شد.
بلوک شرق یا کشورهای کمونیست-سوسیالیست که جهان دوم نام گرفتند.